# Doris Speedová
Doris Speedová, nepřechýleně Doris Speed, MBE (3. února 1899 Chorlton, předměstí Manchesteru – 16. listopadu 1994 Bury, hrabství Velký Manchester, Spojené království) byla britská divadelní, rozhlasová a televizní herečka, známá především svou rolí Annie Walkerové, hostinské z hospody Rovers Return Inn v seriálu Coronation Street. Tato mýdlová opera, kterou vysílá televize ITV je zapsána do Guinnessovy knihy rekordů jako nejdéle vysílaný televizní seriál na světě. a Doris Speedová zde hrála jednu z hlavních původních postav od prvního dílu seriálu v roce 1960 až do roku 1983.

## Mládí a kariéra
Doris Speedová se narodila 3. února 1899 v Chorltonu v hrabství Lancashire (později se toto malé město stalo součástí Manchesteru). Jejími rodiči byli zpěvák George Speed a herečka Ada Spedová (rodné příjmení Worsleyová) Jako dítě jezdila s rodiči téměř každý týden po různých školách. Debutovala ve třech letech, když se v noční košilce batolila na jevišti a zpívala písničku o zlatovlásce. O dva roky později hrála v sametovém oblečku ve viktoriánském melodramatu s názvem The Royal Divorce (Královský rozvod), o kterém Doris Speedová později prohlásila: „Herectví bylo to jediné, co jsem kdy chtěla dělat“.
Doris Speedová v roce 1915 absolvovala kurz těsnopisu a psaní na stroji na místní technické škole a krátce poté přijala práci v pivovaru Guinness v Manchesteru, aby podpořila divadelní kariéru svých rodičů. Do společnosti Guinness nastoupila jako úřednice, ale během 41 let práce se vypracovala na osobní asistentku regionálního ředitele. Byla však také aktivní členkou místní amatérské dramatické skupiny The Unnamed Society, která byla dobře hodnocena, a za své role v této skupině od roku 1937 získavála dobré recenze v deníku The Manchester Guardian. Když se v roce 1949 objevila v představení Hamleta, které The Unnamed Society uvedla, recenzent listu poznamenal, že Doris Speedová „hrála skvěle“, když ztvárnila roli královny.
Spolupracovala také s Chorlton Rep a dalšími divadelními společnostmi. Na jevišti ztvárnila řadu shakespearovských rolí, vedla ženský sbor ve hře Murder in the Cathedral, hrála paní Sullenovou ve hře The Beaux' Stratagem, matku ve hře The Lady's Not For Burning a ve hře Amphitryon 38 od francouzského dramatika Jeana Giraudouxe se objevila jako Léda, královna z řecké mytologie.
Po skončení druhé světové války se Doris Speedová objevila ve stovkách rozhlasových her a následně přešla do televize. V počátcích vysílání televize ITV hrála ve dvou seriálech televize Granada. Nejprve to byl krimi seriál z let 1957–1959 Shadow Squad: epizoda, kterou napsal Tony Warren (pozdější autor Coronation Street). O rok později hrála ve volném pokračování, v seriálu Skyport. Dále účinkovala ve dvou televizních filmech The Myth Makers, Vital Statistics a také v krimi thrilleru Hell Is a City v produkci Hammer Film, který se odehrával v jejím rodném Manchesteru.

## Coronation Street
V roce 1960, když Doris Speedová hrála v rozhlasovém seriálu BBC The Tenant of Wildfell Hall (podle románu Anne Brontëové) a současně vystupovala na jevišti v Bristolu, byla požádána, aby se zúčastnila konkurzu na roli Annie Walkerové v novém seriálu Tonyho Warrena Coronation Street. Ten tuto roli napsal speciálně pro ni, protože ji jako herečku obdivoval již od svých dvanácti let. Dvojice se profesně setkala již dříve, když oba pracovali v rozhlasovém pořadu BBC Children's Hour (Dětská hodinka). Doris Speedová však nejprve dva konkurzy do Coronation Street odmítla, protože se jí „zdálo, že je to z Bristolu strašně daleko“. Před Doris Speedovou se o roli neúspěšně ucházelo již 57 hereček.
Při ztvárnění své role se prý inspirovala u své tety Bessie. Podle deníku The Daily Telegraph „Annie Walkerová zasáhla národní psychiku jako ztělesnění šlechtického společenského šplhouna, ikona hrdé maloměšťácké spořádanosti, která byla v šedesátých letech předmětem tak zhoubných kulturních útoků“. Sama Doris Speedová popsala tuto postavu jako „vždy hloupou marnivou ženu“.
Doris Speedová se objevila hned v úvodní epizodě v prosinci 1960 a původně měla jen třítýdenní smlouvu. Nakonec však hrála v 1746 epizodách Coronation Street a byla jednou z mála původních postav seriálu, kteří se objevovali ještě v 80. letech. V roce 1983 vyšel v deníku Daily Mirror článek, který odhalil, že Doris Speedová je o 15 let starší, než veřejně tvrdila (ačkoli její rodný list, podle něhož se narodila v roce 1899, a nikoli v roce 1914, jak vždy tvrdila, nebyl spolu s článkem otištěn). „Úplně ji to duševně zlomilo“, řekl jeden z jejích přátel a dodal: „Po tom všem by se už do seriálu nikdy nevrátila.“ Během natáčení Doris Speedová zkolabovala a byla převezena do nemocnice, kde trpěla bolestmi žaludku. Doma prohlásila, že měla v úmyslu se do Coronation Street vrátit, až se zotaví. Kvůli špatnému zdravotnímu stavu však zůstala doma, zhoršil se jí také sluch a stala se samotářkou. Doris Speedová se v Coronation Street naposledy objevila v epizodě odvysílané 12. října 1983.
V roce 1985 byl její dům vykraden, když spala. Po této události odešla Doris Speedová do nemocnice a do svého domu v Chorlton-cum-Hardy se již nikdy nevrátila. Naposledy se objevila jako Annie Walkerová během ITV Telethonu (dobročinná akce vysílaná v televizi) v roce 1988, kdy vypadala „křehce, ale šťastně“. Ve věku 91 let se Doris Speedová objevila v televizním pořadu z roku 1990 u příležitosti třiceti let vysílání Coronation Street. Na pódium ji uvedla moderátorka pořadu Cilla Blacková a přítomní herci z Coronation Street ji přivítali bouřlivým potleskem ve stoje.
Posledním televizním vystoupením Doris Speedové byl rozhovor, který v roce 1993 poskytla herci Kenu Farringtonovi, který předtím v seriálu Coronation Street hrál jejího syna Billyho. V dokudramatu The Road to Coronation Street o vzniku seriálu, který BBC odvysílala v roce 2010 jako poctu k padesátému výročí první epizody Coronation Street, ztvárnila Doris Speedovou (která umřela 16 let předtím) herečka Celia Imrie. 

## Osobní život
Doris Speedová se nikdy nevdala. Dlouhá léta žila v Southportu, než se vrátila do Manchesteru, aby se starala o svou matku, která onemocněla.  Maminka Ada Speedová zemřela v roce 1973 ve věku 95 let.  Její otec George Speed zemřel v roce 1945 ve věku 76 let.
Herečka řekla, že Annie Walkerová „představovala všechno, co já nejsem“; Doris Speedová neměla ráda hospody a postrádala trpělivost s pozérstvím své postavy.  Její kolegové ze seriálu Coronation Street ji popisovali jako „intelektuálku", „velmi politicky smýšlející“ a „zapálenou socialistku“.  V roce 1966 byla Doris Speedová spolu s dalšími herci a herečkami ze seriálu Coronation Street – Patrícií Phoenixovou (hrála Elsie Tannerovou) a Arthurem Lesliem (který v seriálu hrál jejího manžela Jacka Walkera) – hosty premiéra Jamese Harolda Wilsona, jeho ženy Mary a kancléře státní pokladny (ministra financí) Jamese Callaghana na zúčastnili se slavnostního večera v Downing Street 10. „Bylo to proto, abychom naše přátele vyprovodili na jejich australské turné a popřáli jim hodně štěstí,“ komentoval to Harold Wilson.
Její kamarádka a kolegyně ze seriálu Betty Driverová (hrála Betty Turpinovou) na ni vzpomínala takto: „Byla to jemná dáma, tichá duše, která žila se svou matkou.  Netrpěla hlouposti, ale byla velkorysá a dobrosrdečná“.  Betty Driverová, která se přátelila také s Margot Bryantovou (v Coronation Street hrála Minnie Caldwellovou), k tomu poznamenala, že „... si šly neustále po krku. Doris Speedová byla přesvědčená labouristka, zatímco Margot Bryantová byla toryovka“.
Po její smrti napsal Leslie Duxbury (jeden z hlavních scenáristů seriálu Coronation Street): „Annie Walkerová nebyla dáma, se kterou by si někdo zahrával, a Doris Speedová také ne“ a dodal, že se herečka „dívala na svět svým ironickým pohledem a to, co viděla, vyjadřovala s břitkým vtipem“. Leslie Duxbury psal o jejích „Dorisismech“, které popisoval jako „často mimochodné výstupy jejích hereckých kolegů“, které „byly v Granadalandu běžným potěšením“.
Když Doris Speedová zrovna nenatáčela nebo nezkoušela, hrála s ostatními členy štábu Coronation Street bridž a luštila křížovky v deníku The Guardian.  „Hrála bridž jako profesionálka a křížovkami procházela jako nůž máslem“, vzpomínala Jean Alexanderová (která v seriálu ztvarnila další hlavní postavu, Hildu Ogdenovou).  Domácí zálibou Doris Speedové byla četba divadelních biografií a sledování Coronation Street.  „Studuji Annie, abych se ujistila, že se do ní nevkradou žádné hloupé manýry“," poznamenala herečka.  „Je to ona, koho sleduji, nikoli sama sebe“. Doris Speedová nikdy nezapomněla na těžkosti svého dětství a po „celoživotním šetření“ jí úspěch Coronation Street umožnil dovolenou v zahraničí.  Ráda také cestovala do divadla ve Stratfordu nad Avonou a také na festivaly v Chichesteru a Pitlochry.

## Úmrtí
Po odchodu z Coronation Street se Doris Speedová přestěhovala do pečovatelského domu Highbank ve Walshawu ve městě Bury, kde žila až do své smrti. Zemřela během odpoledního spánku 16. listopadu 1994 a našel ji zaměstnanec pečovatelského domu, který šel pro její odpolední čaj. Herečka prý usnula při čtení románu To Sir, With Love od E. R. Braithwaita. Majitel pečovatelského domu řekl: „Pozoruhodné bylo, že vstala a oblékla si své nejlepší šaty a nalíčila se. To nikdy nedělala, pokud nečekala návštěvu. Včera ji neměl nikdo navštívit a zajímalo by mě, jestli věděla, co se stane.“ Doris Speedové zemřela ve věku 95 let, ve stejném jako její matka.
Poctu jí uspořádali její bývalí kolegové ze seriálu. Televize Granada uvedla ve svém prohlášení: „Díky skvělému výkonu Doris Speedové se postava Annie Walkerové stala jednou z legend seriálu Coronation Street a britské televize. S pořadem a společností Granada udržovala úzké spojení.“ Původně se Doris Speedová měla zúčastnit slavnostní akce k výročí Coronation Street, která byla naplánována na 28. listopad na radnici v Manchesteru. Tvůrce koncepce seriálu a jeho první scenárista Tony Warren řekl: „Byla to vynikající herečka a nejvěrnější z přátel.“  Její pohřeb se konal 23. listopadu 1994 v New Jerusalem Church v Kearsley v Boltonu a zúčastnilo se ho mnoho hereček a herců ze seriálu Coronation Street, včetně Jean Alexanderové, Betty Driverové, Julie Goodyearové (hrála postavu Bet Lynchové), Daphne Oxenfordové (postava Esther Hayesová) a Irene Sutcliffeové (postava Maggie Cleggová). Bryan Mosley, který v seriálu hrál Alfa Robertse, přednesl úryvek z Bible a Kenneth Farrington, který na obrazovce hrál jejího syna Billyho Walkera, řekl při bohoslužbě: „Celý svět ji obdivoval“. Pořad televize ITV, vysílaný na její počet přilákal 10,11 milionu diváků, což bylo více než kolik diváků sledovalo epizodu pořadu Blind Date, stěžejní sobotní zábavní show, vysílaná na stejné televizi.

## Ocenění a pocty
Doris Speedová byla v roce 1977 vyznamenána stříbrným křížem člena Řádu britského impéria (MBE). O dva roky později získala Pye Television Award „za mimořádný přínos televizi“. Byla také čestnou členkou Licensed Victuallers' Association (organizace živnostníků, kteří mají licenci na provozování hospody ve vlastní režii; čestné členství získala na základě své dlouholeté role hostinské fiktivní hospody Rovers Return Inn v seriálu Coronation Street).
Doris Speedovou připomínají dvě pamětní desky v jejím rodném Manchesteru. Jedna je umístěna před Granada Studios, kde natáčela postavu Annie Walkerová ze seriálu Coronation Street a většinu svých ostatních filmů. Druhá se nachází na adrese 13 Sibson Road v městečku Chorlton-cum-Hardy (nyní předměstí Manchesteru), kde dlouhá léta bydlela.